# Goshen (New Hampshire)
Goshen – miasto w Stanach Zjednoczonych, w stanie New Hampshire, w hrabstwie Sullivan.